# Pierre Clair
Pour les articles homonymes, voir Clair.
Pierre Clair est un sculpteur français né à la Guillotière le 9 mars 1821 et mort après 1855.

## Biographie
Pierre Clair est né à la Guillotière (Rhône), le 9 mars 1821. Il est admis à Paris à l'École des Beaux-Arts, le 1er octobre 1840. Il a exposé trois fois, en 1844, 1846 et 1849. Ensuite, son nom ne figure plus sur les livrets des Salons. On retrouve sa trace, une dernière fois, dans les papiers de l'administration des Beaux-Arts, en 1855, année où il toucha le solde d'une somme de 3.000 francs qui lui avait été accordée par le ministre de l'Intérieur pour l'exécution de deux médaillons en marbre destinés à la décoration du Conservatoire des Arts et Métiers.